# Mattia Predomo
Mattia Predomo (* 13. August 2004 in Branzoll) ist ein italienischer Radsportler, der die Kurzzeitdisziplinen auf der Bahn bestreitet.

## Sportlicher Werdegang
2021 belegte Mattia Predomo bei den Junioren-Bahnweltmeisterschaften Rang drei im Sprint. Im Jahr darauf errang er in Sprint und Keirin zwei Titel als  Junioren-Weltmeister, im 1000-Meter-Zeitfahren errang er die Silbermedaille. Bei den Bahnradsport-Europameisterschaften der Junioren/U23 2023 gewann er ebenfalls zwei Titel. Bei U23-Europameisterschaften holte Predomo zwei Titel, in Sprint und mit Matteo Bianchi und Matteo Tugnolo im Teamsprint, und er gewann seinen ersten nationalen Titel, als er italienischer Meister im Sprint wurde.
Predomo ist Mitglied des Centro Sportivo dell’Esercito des italienischen Militärs (Stand 2024).

## Erfolge
2021
- Junioren-Weltmeisterschaft – Sprint

2022
- Junioren-Weltmeister – Sprint, Keirin
- Junioren-Weltmeisterschaft – 1000-Meter-Zeitfahren
- Junioren-Europameister – Sprint, Keirin
- Junioren-Europameisterschaft – Teamsprint (mit Milo Marcolli und Stefano Minuta)

2023
- U23-Europameister – Sprint, Teamsprint (mit Matteo Bianchi und Matteo Tugnolo)
- Italienischer Meister – Sprint

2024
- U23-Europameister – Keirin, Teamsprint (mit Daniele Napolitano und Stefano Minuta)

2025
- U23-Europameister – Teamsprint (mit Daniele Napolitano und Stefano Minuta)